# Jenosero
Der Jenosero (russisch Енозеро) ist ein See in der russischen Oblast Murmansk.
Er liegt im Nordosten der Halbinsel Kola auf einer Höhe von 224 m.
Der Jenosero hat eine Wasserfläche von 94,4 km², einschließlich Inseln beträgt die Gesamtfläche etwa 100 km². Das Einzugsgebiet des Sees umfasst 982 km². Der Jenosero ist in zwei Teile, einen östlichen und einen westlichen, gegliedert, welche über einen lediglich 350 m breiten Sund miteinander verbunden sind.
Der Fluss Kosel (Козель) durchfließt den im Nordwesten benachbarten See Tschilijawr und mündet in den Westteil des Jenosero. Die Warsina entwässert den See nach Norden hin zur Barentssee.